# Zeta Corse
 (janvier 2018).
Si vous disposez d'ouvrages ou d'articles de référence ou si vous connaissez des sites web de qualité traitant du thème abordé ici, merci de compléter l'article en donnant les références utiles à sa vérifiabilité et en les liant à la section « Notes et références ».

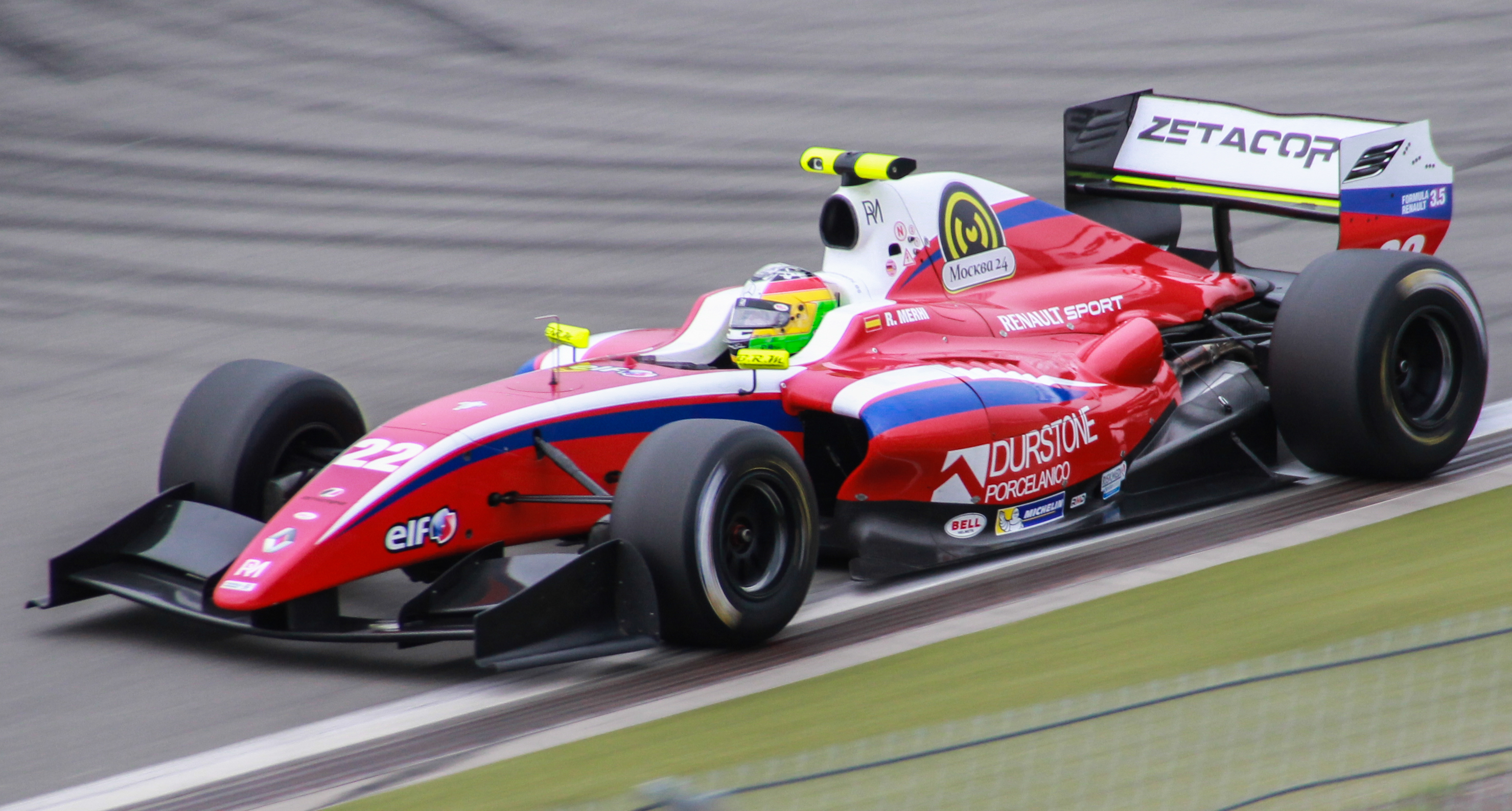
Roberto Merhi (2014)

Zeta Corse est une écurie de sport automobile russe fondée par Giancarlo Zampieri en 2013. Elle a participé, de 2013 à 2014, au championnat de Formula Renault 3.5 Series

## Résultats en Formula Renault 3.5
| Saison | Voiture       | Pilotes           | GP disputés | Victoires | Pole positions | Records du tour | Podiums | Points inscrits | Classement pilote | Classement équipe |
| ------ | ------------- | ----------------- | ----------- | --------- | -------------- | --------------- | ------- | --------------- | ----------------- | ----------------- |
| 2013   | Dallara-Zytek | William Buller    | 10          | 0         | 0              | 0               | 0       | 46              | 11e               | 10e               |
| 2013   | Dallara-Zytek | Carlos Sainz Jr.  | 9           | 0         | 0              | 0               | 0       | 22              | 19e               | 10e               |
| 2013   | Dallara-Zytek | Mihai Marinescu   | 8           | 0         | 0              | 0               | 0       | 5               | 15e               | 10e               |
| 2013   | Dallara-Zytek | Nick Yelloly      | 1           | 0         | 0              | 0               | 0       | 0               | 28e               | 10e               |
| 2013   | Dallara-Zytek | Emmanuel Piget    | 2           | 0         | 0              | 0               | 0       | 0               | 29e               | 10e               |
| 2013   | Dallara-Zytek | Mathéo Tuscher    | 2           | 0         | 0              | 0               | 0       | 0               | 30e               | 10e               |
| 2013   | Dallara-Zytek | Riccardo Agostini | 2           | 0         | 0              | 0               | 0       | 0               | 31e               | 10e               |
| 2014   | Dallara-Zytek | Roberto Merhi     | 17          | 3         | 3              | 1               | 6       | 183             | 3e                | 4e                |
| 2014   | Dallara-Zytek | Roman Mavlanov    | 15          | 0         | 0              | 0               | 0       | 0               | 24e               | 4e                |